# Ложишћа
Ложишћа су насељено место у саставу општине Милна, на острву Брачу, Сплитско-далматинска жупанија, Република Хрватска.

## Историја
До територијалне реорганизације у Хрватској налазила су се у саставу старе општине Брач.

## Становништво
На попису становништва 2011. године, Ложишћа су имала 139 становника.
| Број становника по пописима | Број становника по пописима | Број становника по пописима | Број становника по пописима | Број становника по пописима | Број становника по пописима | Број становника по пописима | Број становника по пописима | Број становника по пописима | Број становника по пописима | Број становника по пописима | Број становника по пописима | Број становника по пописима | Број становника по пописима | Број становника по пописима | Број становника по пописима |
| --------------------------- | --------------------------- | --------------------------- | --------------------------- | --------------------------- | --------------------------- | --------------------------- | --------------------------- | --------------------------- | --------------------------- | --------------------------- | --------------------------- | --------------------------- | --------------------------- | --------------------------- | --------------------------- |
| 1857                        | 1869                        | 1880                        | 1890                        | 1900                        | 1910                        | 1921                        | 1931                        | 1948                        | 1953                        | 1961                        | 1971                        | 1981                        | 1991                        | 2001                        | 2011                        |
| 892                         | 0                           | 1.236                       | 1.394                       | 1.473                       | 1.219                       | 0                           | 775                         | 541                         | 497                         | 437                         | 285                         | 190                         | 181                         | 167                         | 139                         |

Напомена: До 1981. исказивано под именом Ложишће. У 1869. подаци су садржани у насељу Бобовишћа, а у 1921. у насељу Милна.

### Попис1991.
На попису становништва 1991. године, насељено место Ложишћа је имало 181 становника, следећег националног састава:
| Попис 1991.‍  | Попис 1991.‍  | Попис 1991.‍ | Попис 1991.‍ | Попис 1991.‍ |
| ------------ | ------------ | ----------- | ----------- | ----------- |
|              |              |             |             |             |
| Хрвати       | Хрвати       |             | 175         | 96,68%      |
| Словенци     | Словенци     |             | 2           | 1,10%       |
| Руси         | Руси         |             | 1           | 0,55%       |
| неопредељени | неопредељени |             | 3           | 1,65%       |
| укупно: 181  |              |             |             |             |